# Toyota Urban Cruiser (2009)
La Toyota Urban Cruiser est un modèle automobile du constructeur japonais Toyota, commercialisé produit entre 2007 et 2016. Il est commercialisé en Europe entre Mars 2009 et 2014, où il est proposé en traction ou avec une transmission intégrale. Il est également vendu au Japon sous le nom de  Toyota Ist (dont c'est la deuxième génération) et en Amérique du Nord sous le nom de Scion xD (qui succède au Scion xA, un Toyota Ist de première génération rebadgé).

## Présentation

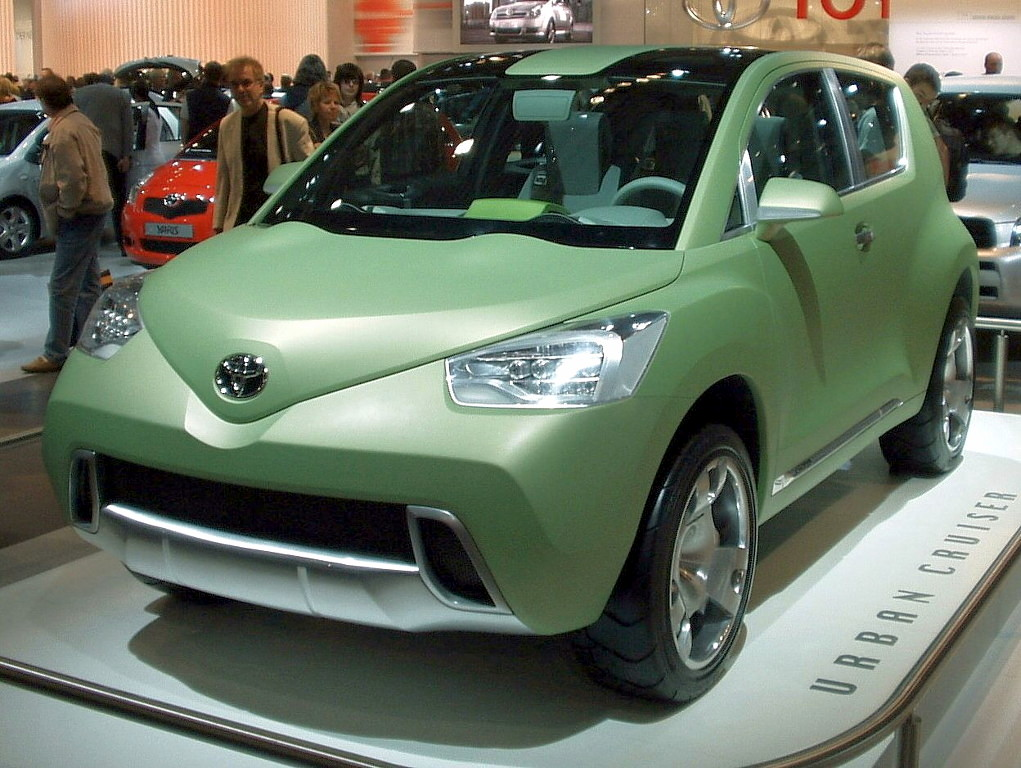
Toyota Urban Cruiser Concept

Ce modèle est préfiguré par le concept car éponyme de 2006, dessiné par le studio de design français de Toyota, ED².
Le véhicule de série reprend la base de la Yaris II. En Europe, Toyota présente l'Urban Cruiser comme un petit SUV, alors que la Ist est vendue comme une simple petite voiture et que la Scion xD est positionnée sur son marché comme une citadine branchée prioritairement destinée aux jeunes. L'Urban Cruiser a obtenu un score de 3 étoiles au test Euro NCAP.

## Motorisations
L'Urban Cruiser dispose de deux moteurs :
- 4-cyl. 1.33 VVT-i (essence) 100 ch.
- 4-cyl. 1.4 D-4D FAP 90 ch.

Ces deux moteurs sont disponibles avec une boîte manuelle à six vitesses, le moteur diesel peut recevoir une transmission intégrale.
Pour réduire les émissions de CO2, Toyota a équipé le bloc essence d'une distribution variable, ainsi que d'un système "Stop & Start" sur l'ensemble de la gamme. Ainsi, l'Urban Cruiser n'est pas touché, en France, par un malus écologique et peu même bénéficier d'un bonus sur le D-4D traction.
L'Urban Cruiser fut un échec commercial en Europe. Fabriqué au Japon, il était commercialisé à un prix trop proche du Rav4. Au regard du gabarit du véhicule, son rapport prix/prestation peu avantageux (présentation intérieure, motorisations) expliquent le peu d'engouement qu'il a suscité. Supposé remplacer la version 3 portes du Rav4 seconde génération, il fut très loin de connaitre le même engouement. Un peu plus de 43 000 Urban Cruiser seront écoulés sur le marché européen sur l'ensemble de sa carrière.
L'Urban Cruiser et le Scion xD cessent d'être commercialisés en 2013. La production du Toyota Ist (la version destinée au Japon) s'est poursuivie jusqu'en mars 2016.

## Galerie photos

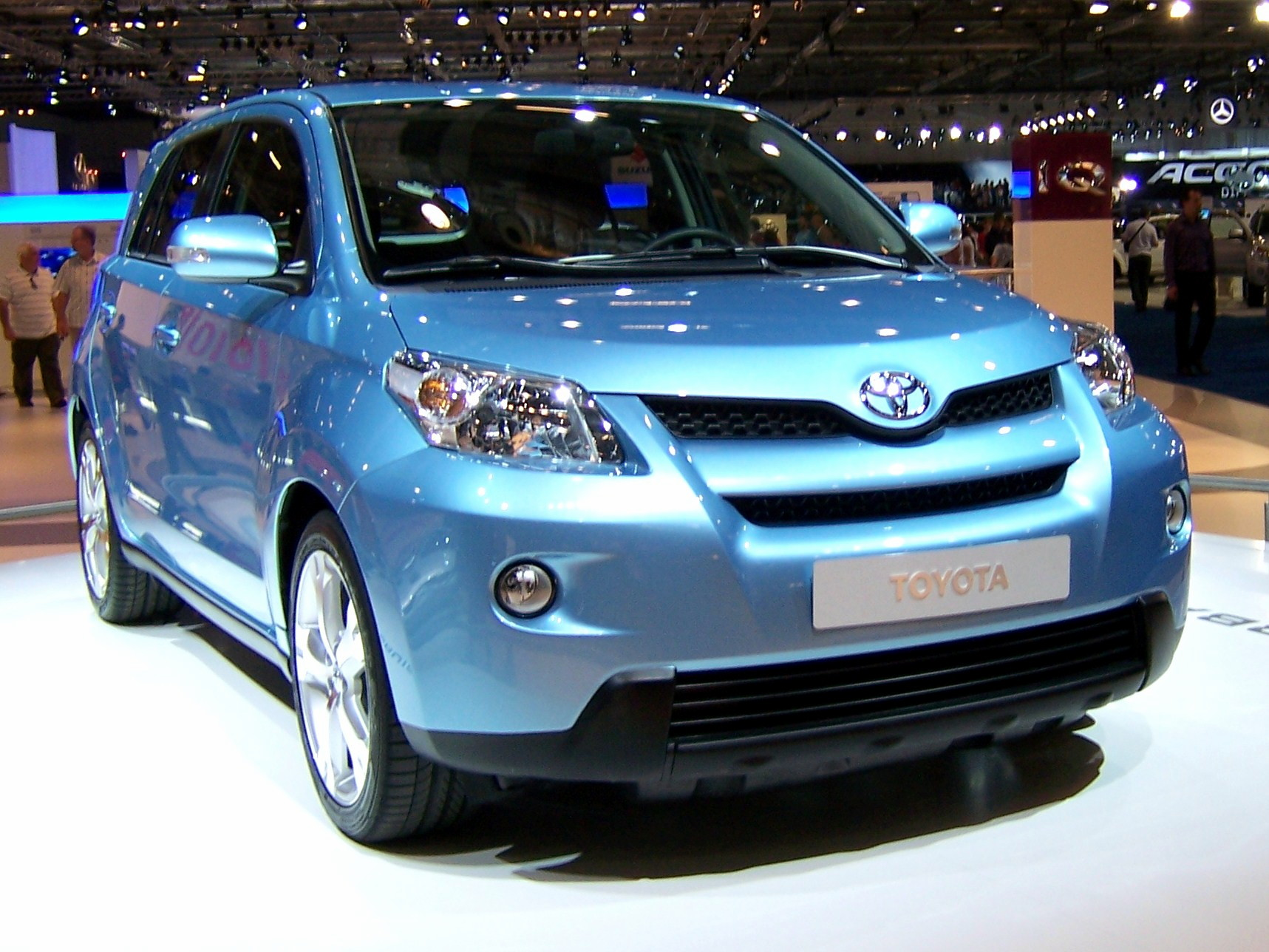
Urban Cruiser
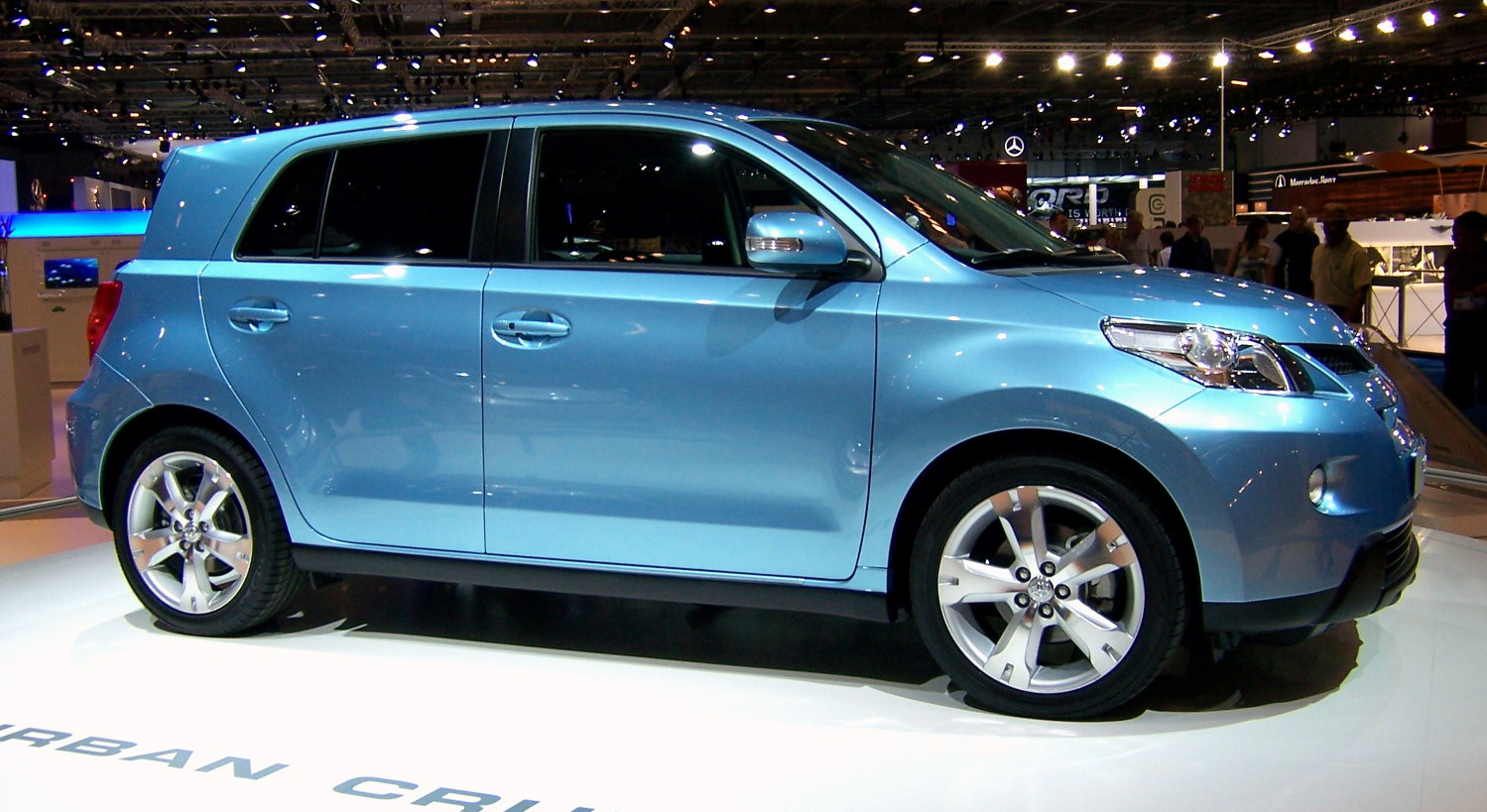
Urban Cruiser
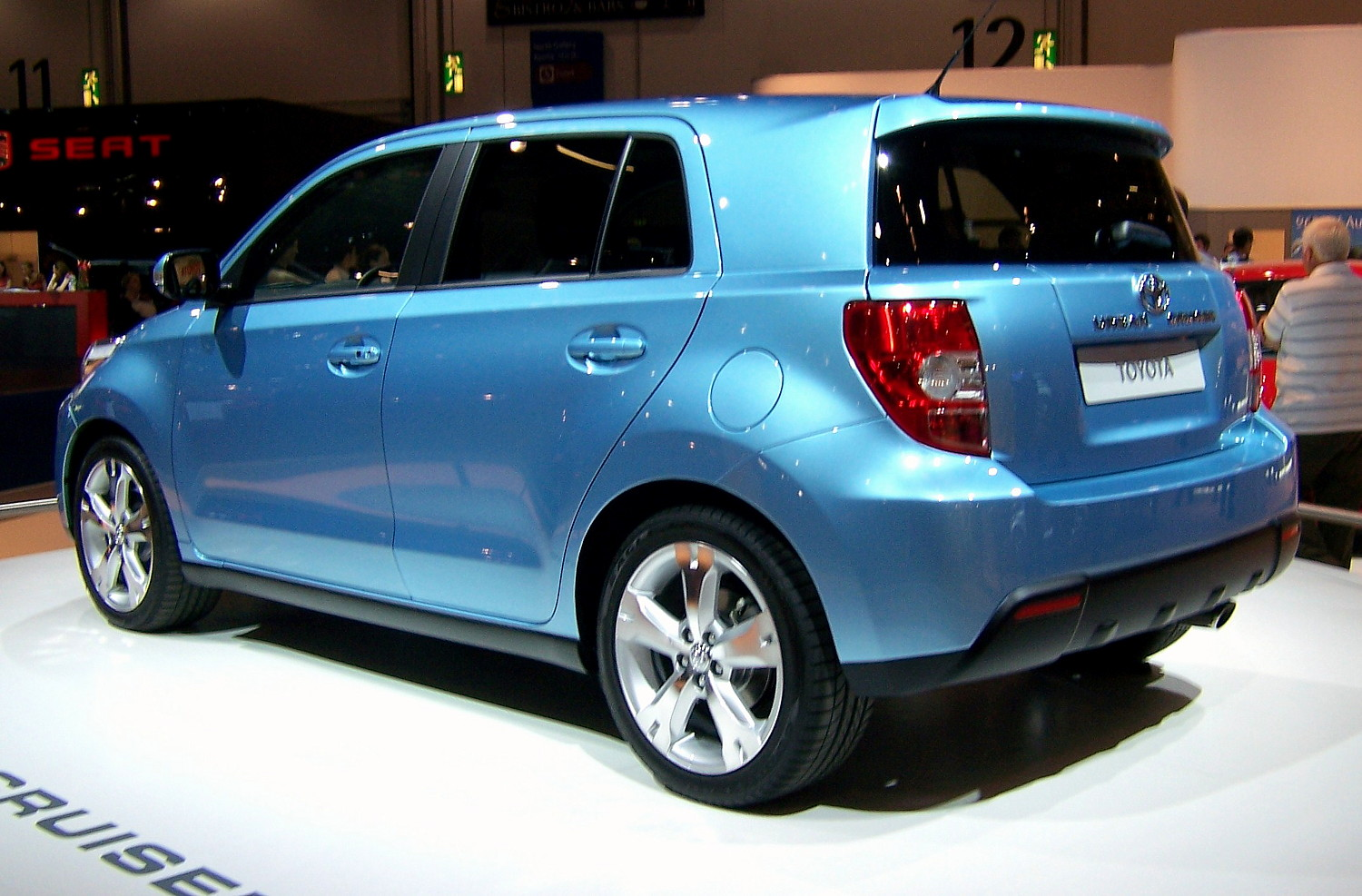
Urban Cruiser
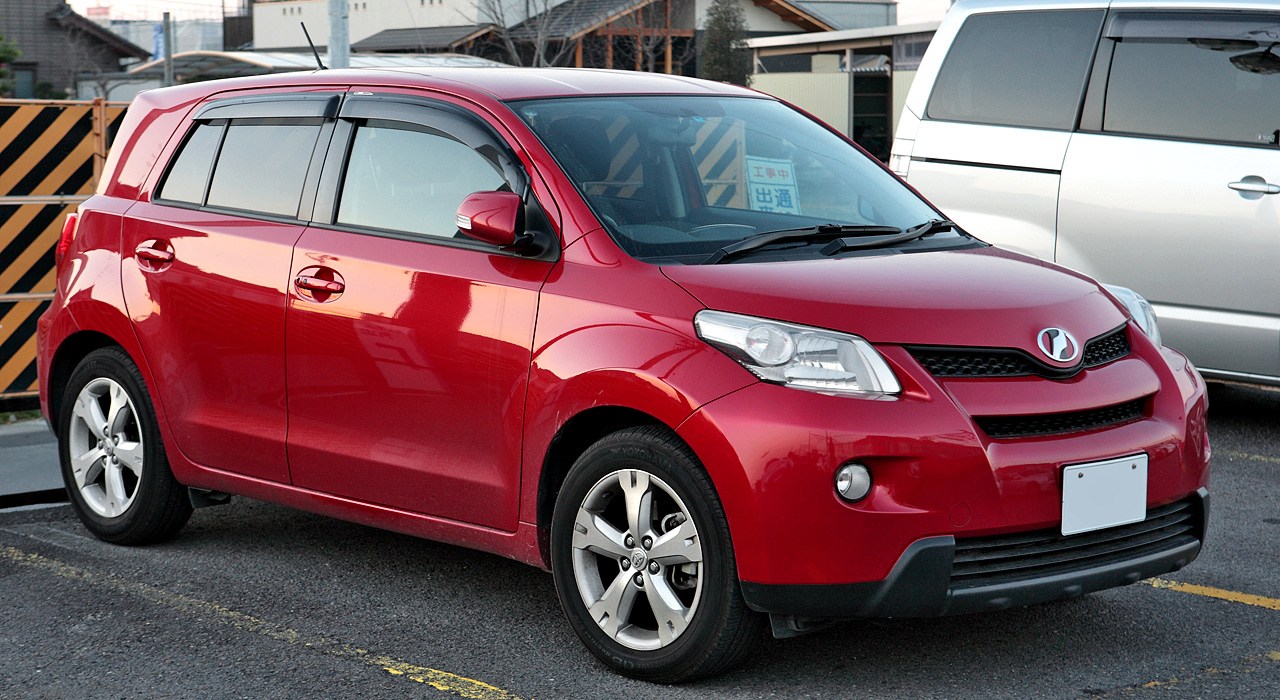
Toyota Ist II

## Autres utilisations de l'appellation Toyota Urban Cruiser
Le nom Urban Cruiser est réutilisé par Toyota dès 2020 pour désigner le Toyota Urban Cruiser (2020), un SUV urbain vendu en Inde et en Afrique. Il ne s'agit pas d'un modèle à part entière, mais simplement d'un Maruti Suzuki Vitara Brezza rebadgé.